# Sindrome di Favre-Racouchot
La sindrome di Favre-Racouchot è una elastopatia solare caratterizzata dalla presenza di multipli comedoni aperti che si manifesta sulla pelle danneggiata dalla luce solare, in particolare nella zona inferiore e laterale perioculare.

## Patologia
L'esposizione cronica ai raggi UV può provocare l'ispessimento della pelle e la perdita della sua elasticità. In almeno un caso, l'esposizione professionale alla luce UVA del sole (i raggi UVB sono bloccati da molti finestrini delle auto) ha provocato la distruzione della pelle su un lato del viso. Microscopicamente, la malattia di Favre-Racouchot presenta molteplici cisti follicolari dilatate/milia e comedoni aperti con grave elastosi solare nel derma profondo.

## Trattamento
Il trattamento prevede la protezione solare ed è altamente raccomandato smettere di fumare. Anche i retinoidi topici, l'isotretinoina, il curettage e la dermoabrasione sono stati utilizzati con un certo grado di successo.

## Eponimo
La sindrome di Favre-Racouchot prende il nome dal dermatologo francese Maurice Favre e dal suo allievo Jean Racouchot (1908-1994). Fu descritto nel 1932 da Favre e poi rivisto in dettaglio da Favre e Racouchot nel 1951.